# 乔治·马兰
乔治·马兰（義大利語：Giorgio Malan，2000年1月27日—），意大利男子现代五项运动员。他曾代表意大利参加2024年夏季奥林匹克运动会现代五项比赛，获得一枚铜牌。他也曾参加2023年欧洲运动会。